# Opladen
Opladen a fost până la sfârșitul anului 1974 oraș district (cu numărul de înmatriculare auto „OP”) și sediul districtului vechi „Rhein-Wupper”, aparținând de Regierungsbezirk (regiunea guvernamentală) Düsseldorf. De la 1 ianuarie 1975 devine Opladen un sector al orașului Leverkusen și aparține de Regierungsbezirk Köln. Sectorul Opladen are o populație de 23.000 de locuitori, iar în  Quettingen și Lützenkirchen sunt 47.000 de locuitori.

## Istoric
Prima atestare istorică a localității datează din anul 1209, unde se menționează așezarea „Quettigheim”, mai târziu „Uphoven” (1264). Numele Opladen ar provine din „Upladhin” (1168), (în dialect belgo-westfalic: up = sus, slade = Vale, Defileu). Opladen în Evul Mediu are o judecătorie proprie. In documentele religioase Opladen și Bergisch Neukirchen este amintit la data de 19 august 1223 într-un document papal a papei Honorius III, în care se aminresc proprietățile și privilegiile lui St. Gereon în Köln. Lützenkirchen aparține din anul 1930 de Opladen și Leverkusen. In anul 1858 Opladen devine district urban și în 1914 aparține de Solingen. Orașul va aparține împreună cu Bergisch Neukirchen  din anul 1975 de districtul Leverkusen.

## Construcții

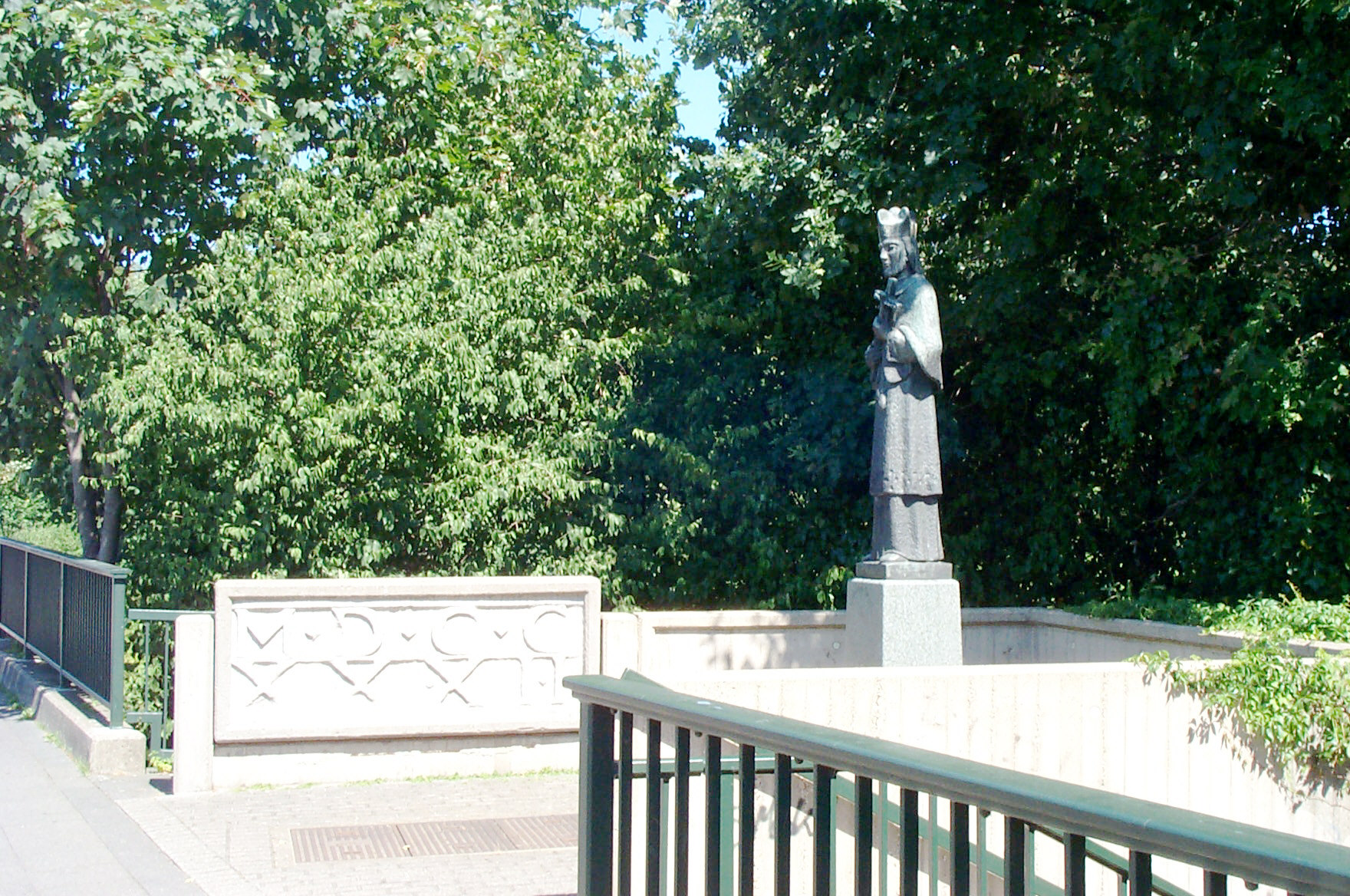
Statuia lui Ioan de Nepomuk

Podul peste Wupper, are o importanță mare în dezvoltarea localității, acesta fiind situat pe traseul drumului națioanal B-8. Inițial a fost un pod de lemn care este amintit deja în anul 1307, acesta fost înlocuit în anul 1732 cu un pod de piatră cu boltă. In anul 1908 din cauza liniei de tramvai va construit pe același loc un pod de fier, care nu e distrus de naziști în al doilea război mondial, motiv pentru care paza podului  a fost executată pentru sabotaj.
Podul de azi din oțel a fost construit în anul 1979, la intrare pe pod se află o statuie de bronz restaurată a lui Ioan de Nepomuk (1746).

## Galerie de imagini

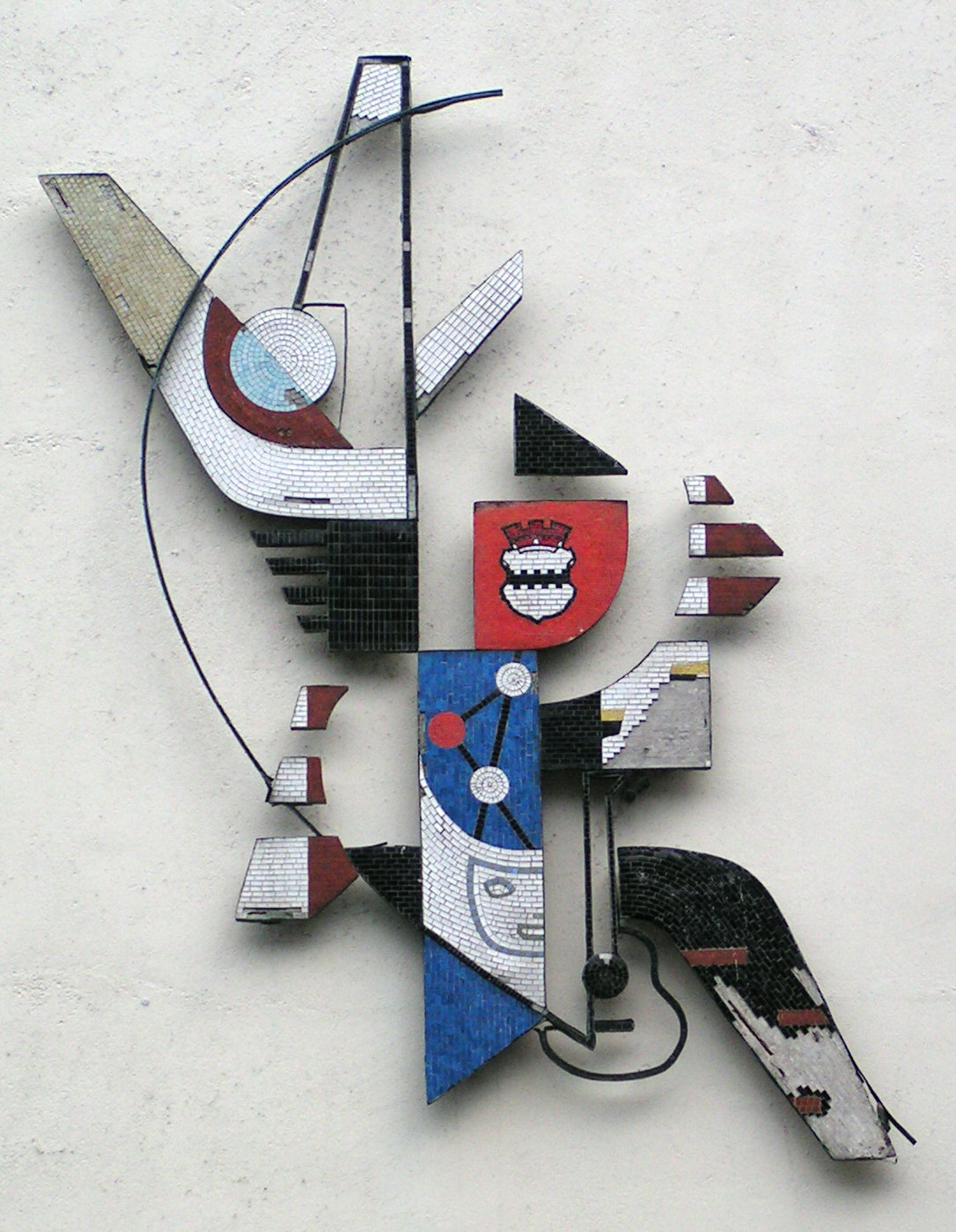
Mosaik pe biblioteca veche
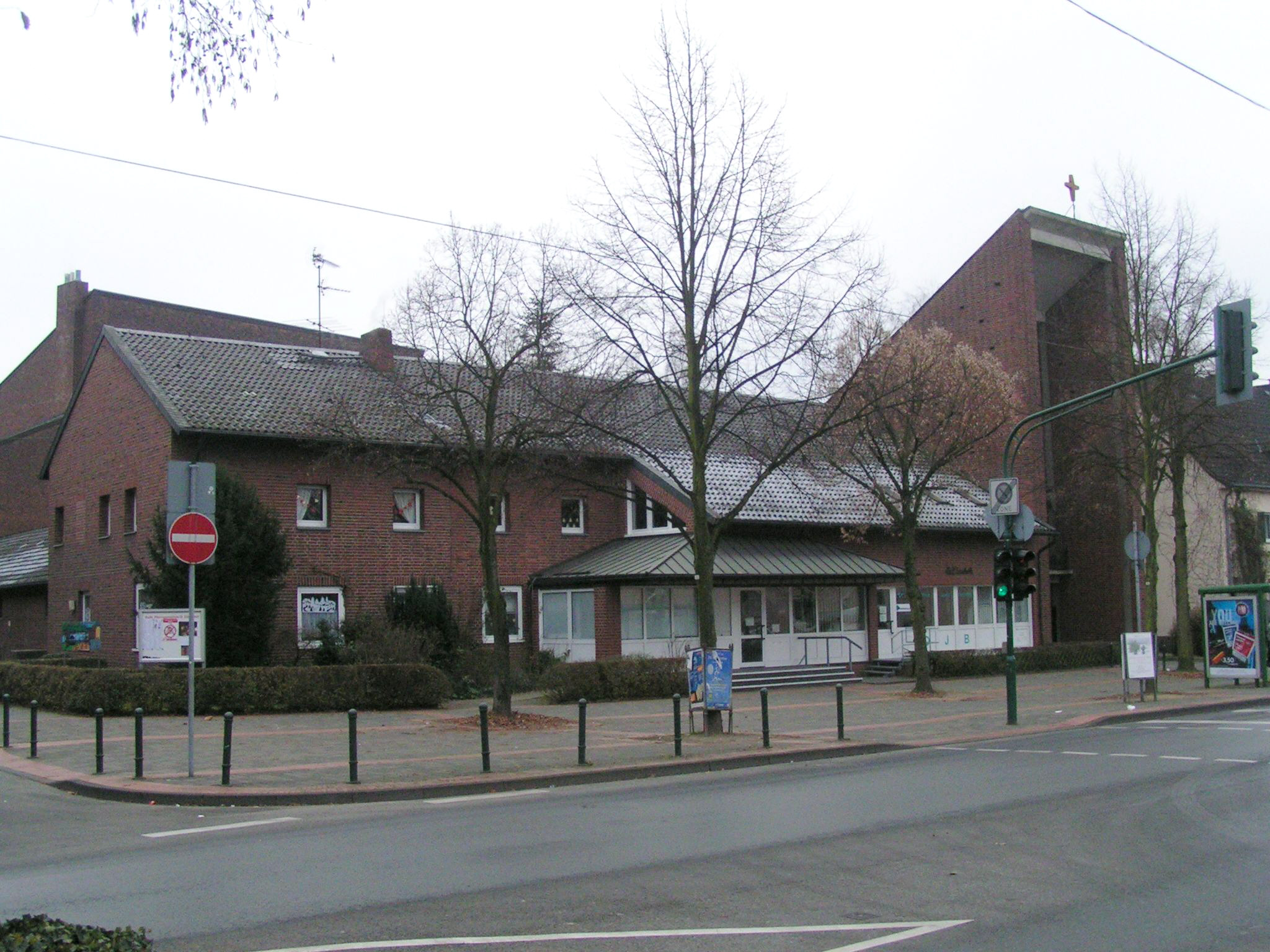
Biserica Elisabeth
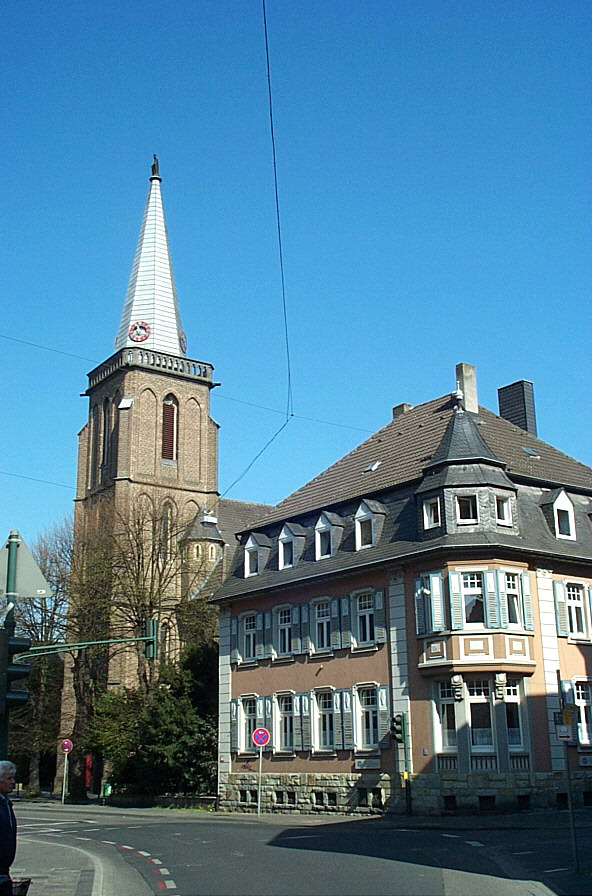
St Remigius
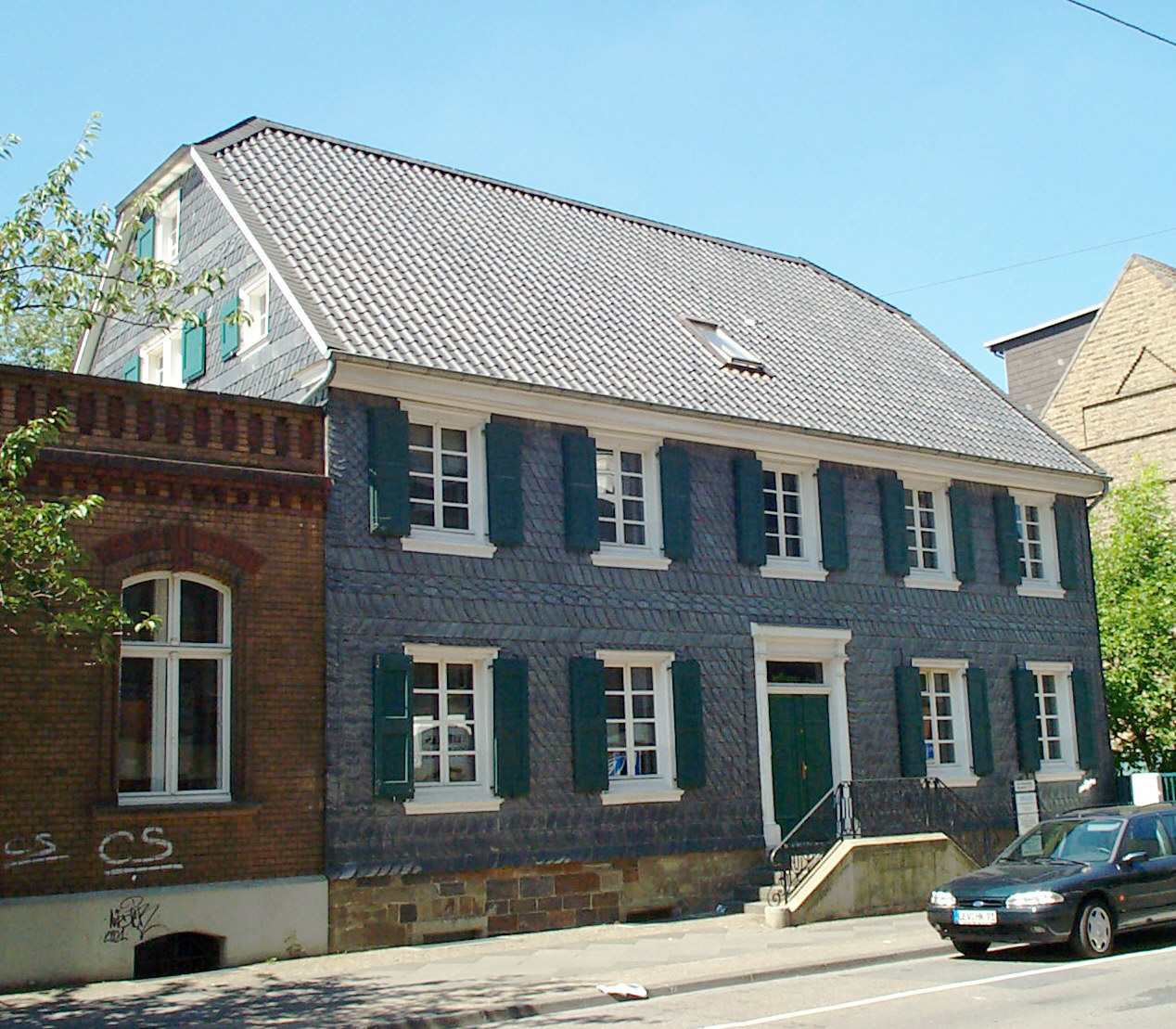
Farmacia Adler

1. 1 2  GeoNames